# Châtenoy, Loiret
Châtenoy este o comună franceză situată în departamentul Loiret, în regiunea Centre-Val de Loire.

## Geografie

### Localizare
Comuna Châtenoy se află în centrul departamentului Loiret, în regiunea agricolă Orléanais. În linie dreaptă, este situată la 36,5 km de Orléans, reședința departamentului, și la 14,3 km de Châteauneuf-sur-Loire, fostul centru de canton de care aparținea comuna înainte de martie 2015

### Comune limitrofe
|                      | Auvilliers-en-Gâtinais | Beauchamps-sur-Huillard     |
| Sury-aux-Bois        |                        | Chailly-en-Gâtinais Coudroy |
| Saint-Martin-d'Abbat | Bouzy-la-Forêt         | Vieilles-Maisons-sur-Joudry |

### Geologie și relief

#### Geologie
Comuna se află în sudul Bazinului Parisian, cel mai mare dintre cele trei bazine sedimentare franceze. Această vastă depresiune, ocupată în trecut de mări puțin adânci și lacuri, a fost umplută, pe măsură ce fundamentul său s-a prăbușit treptat, cu nisipuri și argile provenite din eroziunea reliefului înconjurător, precum și cu calcare de origine biologică, formând astfel o succesiune de straturi geologice.
Straturile aflorante de pe teritoriul comunei sunt alcătuite din formațiuni superficiale din Cuaternar și roci sedimentare datând din Neozoic, cea mai recentă eră geologică pe scara timpilor geologici, începută acum 66 de milioane de ani. Cea mai veche formațiune este marna de Blâmont, datând din epoca Miocen a perioadei Neogene. Cea mai recentă formațiune constă în depuneri antropice, datând din epoca Holocen a perioadei Cuaternare. Descrierea acestor straturi este detaliată în foaia „nr. 364 - Bellegarde-du-Loiret” a hărții geologice la scara 1/50 000 a departamentului Loiret și în nota explicativă asociată acesteia.

#### Relief
Suprafața cadastrală a comunei, publicată de Insee și utilizată ca referință în toate statisticile, este de 25,84 km². Suprafața geografică este, în schimb, de 25,71 km². Relieful este relativ plat, având o diferență maximă de altitudine de 30 de metri. Altitudinea teritoriului variază între 109 m și 139 m.

### Hidrografie

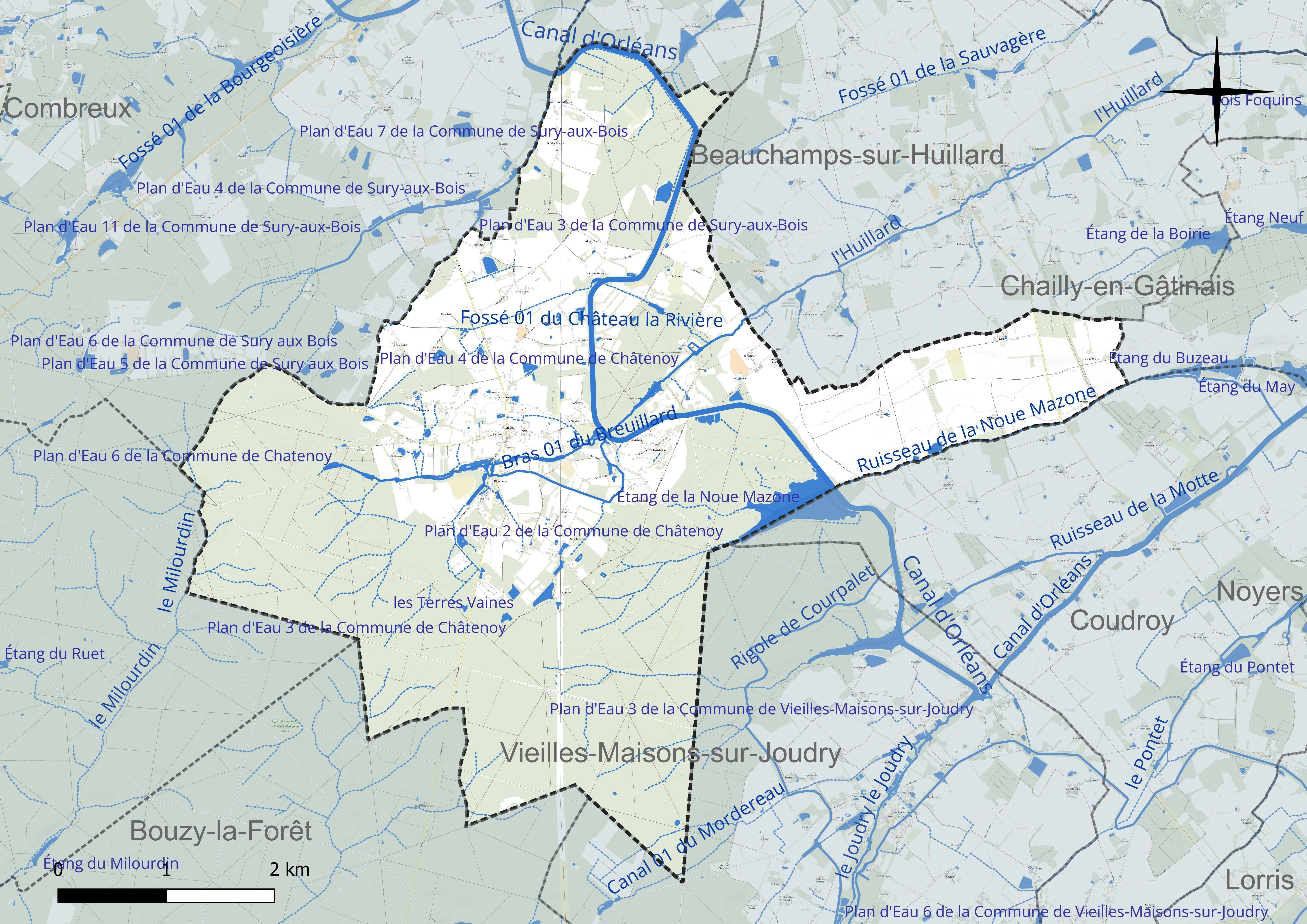
Rețeaua hidrografică a comunei Châtenoy.

Comuna este traversată de Canalul Orléans pe o distanță de 7,588 km. Rețeaua hidrografică comunală are o lungime totală de 29,63 km și cuprinde trei alte cursuri de apă notabile: Huillard (4,571 km), pârâul de la Motte (1,422 km) și Milourdin (0,796 km), precum și diverse cursuri de apă mai mici, printre care: pârâul de la Guyardmaison (1,028 km), pârâul de la Noue Mazone (4,154 km), brațul 01 al Breuillard (1,887 km), canalul 01 al Mordereau (0,086 km), canalul 02 al Tilloy (0,445 km), șanțul 01 al Fântânii de la Auneau (0,567 km), șanțul 01 de la Sèchemotte (0,953 km), șanțul 01 al Breuillard (1,149 km), șanțul 01 al Castelului la Rivière (2,713 km), canalul 01 de la Bouchetière (0,499 km), precum și canalele 01 (0,132 km) și 02 ale Comunei Châtenoy (0,647 km).
Canalul Orléans se întinde pe o distanță de 78,65 kilometri între Orléans, unde se varsă în Loara, și Châlette-sur-Loing, unde se unește cu canalul Loing și canalul Briare la nivelul ecluzei Buges. Comuna Châtenoy este traversată de segmentul de canal de separare, care constituie punctul cel mai înalt al canalului. Din extremitatea sa vestică, la ecluza Combreux, ambarcațiunile puteau ajunge în Loara la Orléans pe un traseu de 31,8 km, cu o diferență de nivel de 28,83 m. Din extremitatea sa estică, acestea puteau ajunge în Loing pe un traseu de 27,9 km, având o diferență de nivel de 41,31 m. Canalul a cunoscut o perioadă de mare activitate între 1692 și 1793, când între 1 500 și 2 000 de ambarcațiuni urcau anual pe Loara de la Nantes pentru a ajunge la Paris. Totuși, odată cu concurența căilor ferate, traficul a scăzut treptat și a dispărut complet la începutul secolului al XX-lea. Canalul a fost declasificat din rețeaua de căi navigabile în 1954 și a fost integrat în domeniul privat al statului.
Huillard, cu o lungime totală de 25,9 km, își are izvorul în comuna Châtenoy și se varsă în Bezonde la Saint-Maurice-sur-Fessard, după ce traversează 7 comune. Din punct de vedere piscicol, Huillard este clasificat în a doua categorie piscicolă. Specia biologică dominantă este alcătuită în principal din pești albi (ciprinide) și pești răpitori (știucă, șalău și biban).
Pârâul de la Motte, cu o lungime totală de 10,7 km, își are izvorul în comuna Châtenoy și se varsă în Canalul Orléans la Coudroy, după ce traversează 5 comune. Din punct de vedere piscicol, pârâul de la Motte este clasificat în a doua categorie piscicolă.
Milourdin, cu o lungime totală de 10,2 km, își are izvorul în comuna Châtenoy și se varsă în râul Bonnée la Saint-Martin-d'Abbat, după ce urmează limita comunei Bouzy-la-Forêt. Acest curs de apă este clasificat în lista 1 conform articolului L. 214-17 din Codul Mediului, în cadrul bazinului hidrografic Loara-Bretania. Acest clasament este rezervat pentru cursurile de apă aflate într-o stare ecologică foarte bună sau identificate de către SDAGE (Schemele Directoare pentru Amenajarea și Gospodărirea Apelor) ca având un rol de rezervor biologic esențial pentru menținerea sau atingerea unei bune stări ecologice a cursurilor de apă dintr-un bazin hidrografic, sau pentru cele în care este necesară o protecție completă a peștilor migratori. În consecință, nu poate fi acordată nicio autorizație sau concesiune pentru construcția de noi lucrări dacă acestea constituie un obstacol pentru continuitatea ecologică a apei. De asemenea, reînnoirea concesiunii sau a autorizației pentru lucrările existente este condiționată de respectarea unor măsuri stricte care să mențină starea ecologică foarte bună a apei. Din punct de vedere piscicol, Milourdin este clasificat în a doua categorie piscicolă.

### Climă
În 2010, clima comunei era de tip climat oceanic degradat al câmpiilor din Centru și Nord, conform unui studiu al Centrului Național de Cercetare Științifică (CNRS), bazat pe o serie de date care acoperă perioada 1971-2000. În 2020, Météo-France a publicat o tipologie a climei din Franța metropolitană, conform căreia comuna este expusă unui climat oceanic alterat și se află într-o zonă de tranziție între regiunile climatice „Valea medie a Loarei” și „Centru și contraforturile nordice ale Masivului Central”.
Pentru perioada 1971-2000, temperatura anuală medie este de 10,9 °C, cu o amplitudine termică anuală de 15,4 °C. Cumulul anual mediu de precipitații este de 688 mm, cu 11,2 zile de precipitații în ianuarie și 7,3 zile în iulie. Pentru perioada 1991-2020, temperatura medie anuală observată la stația meteorologică Météo-France cea mai apropiată, situată în comuna Ladon la 14 km distanță în linie dreaptă, este de 11,8 °C, iar cantitatea medie anuală de precipitații este de 677,0 mm.
Pentru viitor, parametrii climatici estimati pentru comună, pentru anul 2050, conform diferitelor scenarii de emisii de gaze cu efect de seră, pot fi consultati pe un site dedicat publicat de Météo-France în noiembrie 2022.

### Medii naturale și biodiversitate

#### Zone Natura 2000
Rețeaua Natura 2000 este o rețea ecologică europeană de situri naturale de interes ecologic, creată pe baza Directivelor „Habitate” și „Păsări”. Această rețea este formată din Zone Speciale de Conservare (ZSC) și Zone de Protecție Specială (ZPS).
În cadrul acestor zone, statele membre se angajează să mențină într-o stare favorabilă de conservare tipurile de habitate și speciile vizate, prin măsuri de reglementare, administrative sau contractuale. Scopul este de a promova o gestionare adecvată a habitatelor, ținând cont de cerințele economice, sociale și culturale, precum și de particularitățile regionale și locale ale fiecărui stat membru. Activitățile umane nu sunt interzise, atâta timp cât acestea nu afectează semnificativ starea favorabilă de conservare a habitatelor și speciilor vizate.
Pe teritoriul comunei Châtenoy sunt desemnate următoarele situri Natura 2000:
| Număr     | Tip | Nume                         | Hotărâre | Document de obiective    | Localizare                                                                                   |
| --------- | --- | ---------------------------- | --- | ------------------------ | -------------------------------------------------------------------------------------------- |
| FR2410018 | ZPS | Pădurea Orléans              | Hotărârea din 23 decembrie 2003 privind desemnarea sitului Natura 2000 Pădurea Orléans.                                         | Validat la 10 iunie 2005 | În partea de sud a comunei.                                                                  |
| FR2400524 | SIC | Pădurea Orléans și periferia | Hotărârea din 20 august 2014 privind desemnarea sitului Natura 2000 Pădurea Orléans și periferia (zonă specială de conservare). | Validat la 10 iunie 2005 | Un nucleu este prezent în partea de est a comunei, la limita cu Vieilles-Maisons-sur-Joudry. |

Situl „Pădurea Orléans” se întinde din nord-estul aglomerației orléaneze până la porțile orașului Gien, urmând un arc de cerc de aproximativ 60 de kilometri lungime și având o lățime variabilă între aproximativ 2 și 15 km. Acest ansamblu forestier aproape continuu este în mare parte domenial. Pădurea domenială este formată din trei masive distincte, de la vest la est: masivele Orléans, Ingrannes și Lorris (considerat în mod obișnuit ca fiind împărțit în două submasive: Lorris-Châteauneuf și Lorris-les Bordes), în jurul cărora se află și alte suprafețe forestiere. Suprafața totală a celor trei masive domeniale este de 34.500 de hectare.
Având o suprafață totală de 32.177 ha, situl este alcătuit din două mari entități care acoperă aproape integral masivele forestiere domeniale din Ingrannes și Lorris. Aceste două entități includ și alte parcele forestiere, precum și lacuri aflate la periferie, alături de vasta „poiană” Sully-la-Chapelle, Ingrannes și Seichebrières, situată în cadrul masivului Ingrannes.
Acest sit prezintă un mare interes ornitologic, fiind un habitat important pentru cuibăritul mai multor specii de păsări, printre care uliganul pescar (Pandion haliaetus), acvila de munte (Hieraaetus pennatus), șerparul (Circaetus gallicus), viesparul (Pernis apivorus), eretele vânăt (Circus cyaneus), caprimulgul european (Caprimulgus europaeus), ciocănitoarea neagră (Dryocopus martius), sură (Dendrocoptes medius) și verde-cenușie (Picus canus), Ciocârlia de pădure (Lullula arborea) și silvia de tufiș (Sylvia undata).
De asemenea, lacurile constituie locuri importante de popas pentru diferite specii de păsări migratoare.
Situl „Pădurea Orléans și periferia”, cu o suprafață totală de 2.226,40 ha, este fragmentat în 38 de entități. Acestea, de dimensiuni variabile (între 0,9 și 347 ha), sunt dispersate pe cele trei masive forestiere și zonele lor periferice. În timpul elaborării documentului de obiective, în urma inventarelor de teren, s-a constatat absența habitatelor sau a speciilor de interes comunitar în anumite entități, ceea ce a condus la propunerea eliminării a 13 dintre ele, reprezentând o suprafață totală de 207,90 ha.
Importanța sitului rezidă în calitatea zonelor umede (lacuri, turbării, mlaștini, bălți), în marea diversitate floristică, cu un interes deosebit pentru briofite, licheni și ciuperci. Pe sit sunt inventariate 17 habitate naturale de interes comunitar, iar acesta prezintă și o mare importanță faunistică, în special pentru păsări, lilieci, amfibieni și insecte.
Situl are o vulnerabilitate redusă în condițiile actuale de gestionare, deoarece este format în principal din parcele de pădure domenială, unde practicile actuale de administrare nu generează constrângeri semnificative pentru speciile protejate. Unele specii, precum uliganul pescar (Pandion haliaetus), sunt monitorizate constant. Alte specii, cum ar fi sonneurul cu burtă galbenă (Bombina variegata), acvila de munte (Hieraaetus pennatus) și sfrânciocul roșiatic (Lanius collurio), ar merita o supraveghere mai atentă.

#### Zone naturale de interes ecologic, faunistic și floristic

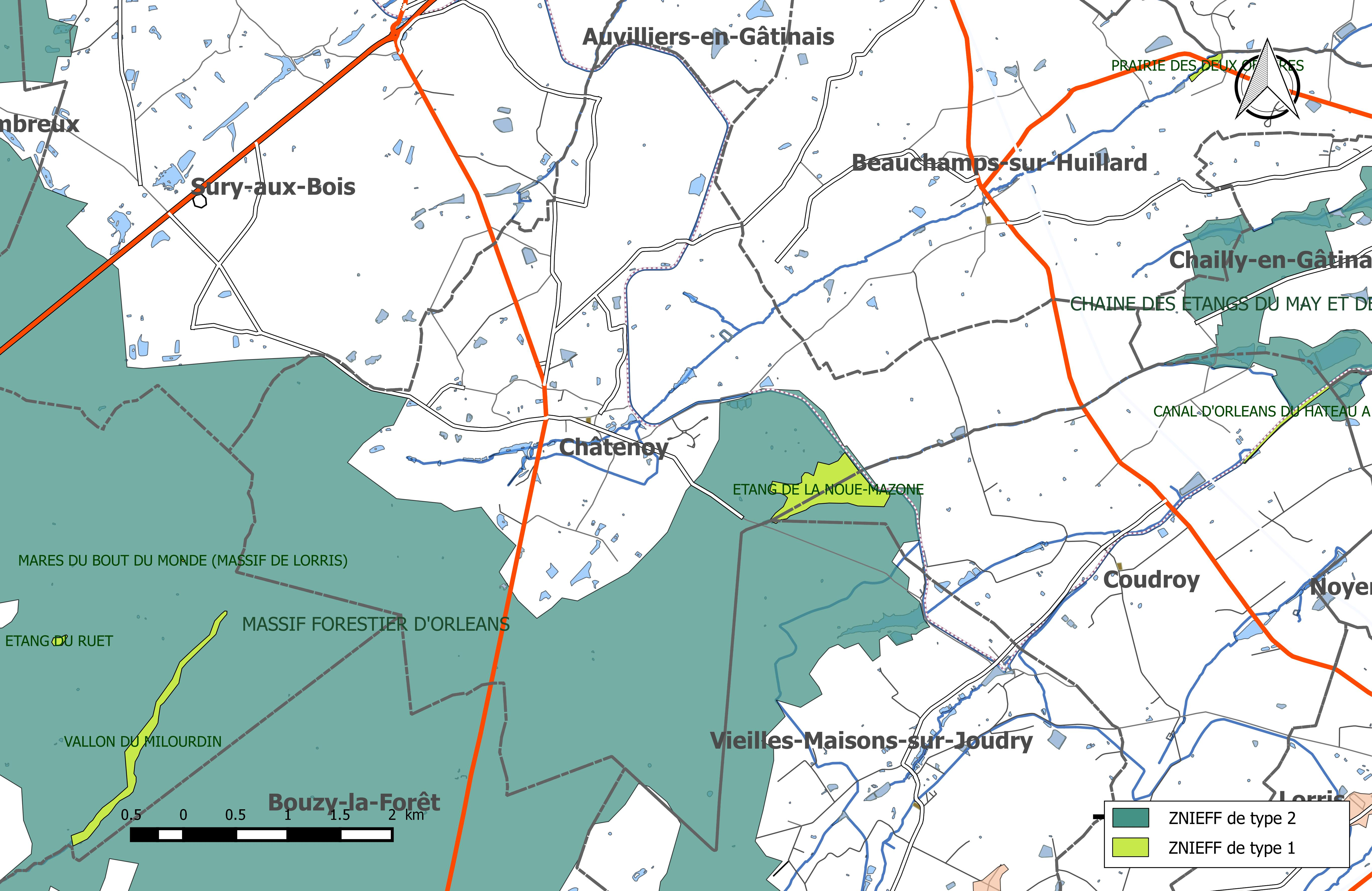
Hartă a zonelor ZNIEFF din comună și împrejurimile sale.

Diferite zone de identificare a bogăției patrimoniale naturale sunt prezente pe teritoriul comunei Châtenoy. Aceste perimetre se intersectează sau se suprapun, în special în raport cu siturile Natura 2000, subliniind astfel interesul biologic, ecologic sau peisagistic al zonelor vizate.
Inventarul zonelor naturale de interes ecologic, faunistic și floristic (ZNIEFF) are ca obiectiv acoperirea ariilor cele mai valoroase din punct de vedere ecologic, în principal pentru a îmbunătăți cunoașterea patrimoniului natural național și pentru a oferi factorilor de decizie un instrument de sprijin în integrarea considerentelor de mediu în amenajarea teritoriului.
Teritoriul comunei Châtenoy include trei zone ZNIEFF.
Zona ZNIEFF de a doua generație, de tip 2, denumită „Masivul forestier Orléans”, cu o suprafață de 36 086 hectare, se întinde pe 37 de comune, printre care și Châtenoy, și se suprapune, pentru această comună, cu zona Natura 2000 cu același nume. Altitudinea variază între 126 și 174 m. Pădurea Orléans se află, în cea mai mare parte, pe terenuri de natură similară celor din Sologne (Burdigalian), extinse pe versantul Beauce. Formațiile vegetale sunt preponderent acidofile, cu sectoare uscate și altele foarte umede. Importanța sa depășește contururile complexe ale masivului domanial și se extinde și la marginile și enclavele private care îl continuă.
Zona ZNIEFF de tip 1, denumită „Étang de la Noue-Mazone”, cu o suprafață de 36 hectare, este situată la marginea de nord-est a Pădurii Orléans, la puțin peste 2 km sud-est de centrul comunei Châtenoy. Altitudinea sa este de 120 m. Acest sit adăpostește o diversitate importantă de habitate, cu un număr relativ mare de specii vegetale determinante, dintre care trei sunt protejate. Se pot observa, în special atunci când nivelul apei este scăzut, formațiuni de Rhynchospore alb (Rynchosporion albae), un habitat foarte rar în regiunea Centru.
Zona ZNIEFF de tip 1, denumită „Pajiștile de lângă lacul Huillard”, cu o suprafață de 1,82 hectare, este situată în comuna Châtenoy, la nord de lacul comunal, la o altitudine de 120 m. Acest sit include un ansamblu de pajiști umede până la mezofile, aflate într-o stare de conservare bună spre destul de bună. Flora este relativ bogată, în special în zona întreținută prin cosire. Aceste pajiști adăpostesc șase specii vegetale determinante pentru ZNIEFF, dintre care trei sunt protejate la nivel regional. Printre acestea se numără Orhideea broască (Dactylorhiza viridis), clasificată „în pericol” în lista roșie regională a florei vasculare, a cărei prezență în departamentul Loiret este în scădere accentuată.

## Urbanism

### Tipologie
La 1 ianuarie 2024, Châtenoy este clasificată drept comună rurală cu habitat dispersat, conform noii grile comunale de densitate cu șapte niveluri, definită de INSEE (Institutul Național de Statistică și Studii Economice) în 2022. Comuna este situată în afara unei unități urbane. În plus, comuna face parte din zona metropolitană a orașului Orléans, fiind o comună de coroană. Această zonă, care include 136 de comune, este clasificată în categoria zonelor cu o populație între 200.000 și mai puțin de 700.000 de locuitori.

### Utilizarea terenurilor
Ocupația solurilor din comună, așa cum reiese din baza de date europeană de ocupare biogeofizică a solurilor Corine Land Cover (CLC), este marcată de importanța pădurilor și mediilor semi-naturale (56,9 % în 2018), în creștere față de 1990 (55,8 %). Repartizarea detaliată în 2018 este următoarea: păduri (54,3 %), pajiști (25,8 %), terenuri arabile (10,2 %), zone agricole eterogene (6,3 %), medii cu vegetație arbustivă și/sau ierboasă (2,5 %), ape continentale (0,7 %). Evoluția ocupării terenurilor în comună și a infrastructurilor sale poate fi observată pe diferitele reprezentări cartografice ale teritoriului: harta Cassini (secolul XVIII), harta de stat-major (1820-1866) și hărțile sau fotografiile aeriene ale IGN pentru perioada actuală (1950 până în prezent).

## Toponimie
Numele localității este atestat sub următoarele forme: Parochia de Castaneto în 1108, Chastenoy au Bois în 1378, Chastenoy în 1399, Chastenoy în 1497, Chatenoi în 1740, Chastenoy aux Bois în 1761, Châtenoy în secolul al XVIII-lea (Harta Cassini), Châtenoy în 1813 (Cadastru).
Denumirea Châtenoy provine din latinul castanea, care înseamnă „castană” sau „loc plantat cu castani” (Châtaigneraie).

## Istorie
Prin Ordin Prefectoral din 1954, s-a stabilit delimitarea dintre Beauchamps-sur-Huillard și Châtenoy: o parte a Secțiunii A din Châtenoy a fost alipită comunei Beauchamps-sur-Huillard.

## Populația și societatea

### Date demografice
Evoluția numărului de locuitori este cunoscută prin recensămintele populației efectuate în comună începând din 1793. Pentru comunele cu mai puțin de 10 000 de locuitori, un recensământ al întregii populații este realizat la fiecare cinci ani, populațiile legale pentru anii intermediari fiind estimate prin interpolare sau extrapolare.
În 2022, comuna număra 424 locuitori, în scădere cu -12,4 % față de 2016 (Loiret: +1,89 %, Franța fără Mayotte: +2,11 %).
| An        | 1793 | 1821 | 1841 | 1851 | 1876 | 1886 | 1901 | 1921 | 1936 | 1962 | 1982 | 2006 | 2014 | 2022 |
| --------- | ---- | ---- | ---- | ---- | ---- | ---- | ---- | ---- | ---- | ---- | ---- | ---- | ---- | ---- |
| Populație | 352  | 342  | 421  | 512  | 604  | 596  | 511  | 411  | 369  | 297  | 290  | 430  | 468  | 424  |

## Patrimoniu
Castelul La Rivière: Castelul a fost probabil construit pe locul unui fost castel medieval. Este alcătuit dintr-un donjon pătrat cu două etaje și un corp principal de clădire, fiind înconjurat de șanțuri cu apă. Dependințele, grajdurile și porumbarul se află dincolo de aceste șanțuri. Fațadele castelului sunt realizate din cărămizi roz.